# Willem Nicolaas Cosijn
Willem Nicolaas Cosijn (Leiden, 12 oktober 1965) is een Nederlands marine-officier, adjudant en ceremoniemeester van het koninklijk huis en diplomaat.

## Biografie
Cosijn is een zoon van Maurits Calixtus Franciscus Johannes Cosijn en Marie Pauline Emilie Hens. Hij trouwde in 1993 met mr. Anne Heleen van Hoogstraten (1965), lid van de familie Van Hoogstraten. Hij studeerde geschiedenis en werd in 1991 marine-officier en was laatstelijk (vanaf 2006) kapitein-luitenant-ter-zee van administratie. In 2006 werd hij benoemd tot adjudant van koningin Beatrix en in 2007 werd hij benoemd tot haar ceremoniemeester. Hij behield die laatste functie ook onder koning Willem-Alexander tot 1 juni 2013. Bij gelegenheid van zijn afscheid als ceremoniemeester werd hem het Erekruis in de Huisorde van Oranje verleend. Per 1 augustus 2013 werd hij benoemd tot consul-generaal der Nederlanden te Sydney.